# Ilona Kieffer
Ilona Kieffer (* 19. Mai 1997 in Straßburg, Frankreich) ist eine französische Handballspielerin.

## Karriere

### Im Verein
Kieffer begann das Handballspielen beim elsässischen Verein Achenheim Truchtersheim Handball, bei dem sie den kompletten Jugendbereich durchlief und für die Frauenmannschaft in der zweithöchsten französischen Spielklasse auflief. Im Jahr 2016 wechselte die Rückraumspielerin zum französischen Verein Entente Sportive Bisontine Féminin (kurz ESBF). Bei ESBF spielte sie anfangs in der 2. Damenmannschaft und erhielt ebenfalls Spielanteile in der Erstligamannschaft des Vereins. Im Jahr 2019 unterschrieb sie einen Profivertrag und gehörte anschließend fest dem Erstligakader an. Mit ESBF nahm sie in den Spielzeiten 2017/18, 2018/19 und 2019/20 am EHF-Pokal teil. Nachdem Kieffer in der Saison 2020/21 nur wenige Spielanteile hinter den beiden linken Rückraumspielerinnen Lara González Ortega und Clarisse Mairot erhalten hatte, wechselte sie im Januar 2021 zum Ligakonkurrenten Mérignac Handball. Zur Saison 2023/24 wechselte sie zum deutschen Bundesligisten SV Union Halle-Neustadt. 2024 stieg sie mit dem SV Union Halle-Neustadt in die 2. Bundesliga ab und kehrte ein Jahr später wieder in die Bundesliga zurück.

### In Auswahlmannschaften
Kieffer lief für die französische Jugend- und Juniorinnennationalmannschaft auf. Mit diesen Auswahlmannschaften nahm sie an der U-17-Europameisterschaft 2013, an der U-18-Weltmeisterschaft 2014, an der U-19-Europameisterschaft 2015 und an der U-20-Weltmeisterschaft 2016 teil.

## Privates
Ilona Kieffer stammt aus einer Handballerfamilie. Ihr Vater Jean-Luc spielte als Handballtorwart mit dem TuS Schutterwald in der Bundesliga und ist Torwarttrainer der französischen Männer-Handballnationalmannschaft. Ihr Bruder Valentin ist ebenfalls Torhüter, mit Charlotte ist sie entfernt verwandt.